# Saye (ruisseau)
La Saye, ou le ruisseau de la Saye, est un ruisseau des départements français de la Charente-Maritime et de la Gironde, affluent de l'Isle et sous-affluent de la Dordogne.

## Géographie
La Saye prend sa source en Charente-Maritime vers 107 mètres d'altitude sur la commune de Chepniers, deux kilomètres au sud du bourg, en bordure de la route départementale 157.
Avant de rejoindre l’Isle elle se divise sur un kilomètre en Saye et Vieille-Saye, passe au moulin à eau de Caussaye, seul moulin présent sur la commune de Savignac-de-l'Isle, puis conflue avec l’Isle en rive droite à deux mètres d'altitude, en limite des communes de Galgon et de Savignac-de-l'Isle, au Port de Girard.
Sa longueur est de 41,5 km.

## Départements, Communes et Cantons traversés
La Saye arrose deux départements, 15 communes et 4 cantons :
- Charente-Maritime
  - Canton de Montlieu-la-Garde
    - Chepniers (source)
    - Montlieu-la-Garde
    - Bussac-Forêt
    - Bedenac
- Gironde
  - Canton de Saint-Savin
    - Laruscade
    - Saint-Yzan-de-Soudiac
    - Saint-Mariens
    - Cavignac
    - Marcenais

  - Canton de Guîtres
    - Tizac-de-Lapouyade
    - Saint-Ciers-d'Abzac
    - Saint-Martin-du-Bois
    - Savignac-de-l'Isle (confluence)

  - Canton de Fronsac
    - Périssac
    - Galgon (confluence)

## Hydrologie
Le 1er juin 2008, la station hydrologique de Périssac, en service seulement depuis 2002, a enregistré un débit maximal journalier de 15,30 m3/s.
En ce lieu où il reste à la Saye environ cinq kilomètres à parcourir jusqu'à son terme, la superficie du bassin versant s'établit à 293 km2.

## Principaux affluents
Parmi la vingtaine d'affluents répertoriés de la Saye, ses principaux sont, d'amont vers l'aval :
- la Coudrelle, rive gauche, 10 km ;
- la Saye de Melon, rive droite, 11,8 km ;
- le Meudon, rive gauche, 14 km ;
- le Graviange, rive gauche, 11,1 km.

## Écologie
Les vallées marécageuses de la Saye et du Meudon, peuplées en majorité de forêts à aulnes noirs (Alnus glutinosa) et à frênes communs (Fraxinus excelsior), sont répertoriées dans le réseau Natura 2000 comme sites importants pour la conservation d'espèces animales européennes menacées : le lucane cerf-volant (Lucanus cervus), le vison (Mustela lutreola), la lamproie de Planer (Lampetra planeri) ou le toxostome (Chondrostoma toxostoma).